# فایتینگ هارادا
فایتینگ هارادا (انگلیسی: Fighting Harada؛ زادهٔ ۵ آوریل ۱۹۴۳) بوکسور اهل ژاپن بود.